# В този ъгъл на света
„В този ъгъл на света“ (на японски: この世界の片隅に) е японски исторически анимационен филм от 2016 година на режисьора Сунао Катабучи по негов сценарий в съавторство с Чие Уратани, базиран на едноименния комикс от Фумийо Коно.
В центъра на сюжета е млада жена, която се омъжва за непознат младеж и преживява Втората световна война със семейството му в Куре, важна военноморска база край Хирошима.